# Дупнишко
 Тази статия е за историко-географската област.  За съвременната община вижте Дупница (община).  
Дупнишко е историко-географска област в югозападна България, около град Дупница.
Тя обхваща Дупнишката котловина и прилежащите части от ограждащите я планини – Рила, Верила, Конявска планина, Влахина. Територията ѝ съвпада приблизително с някогашната Дупнишка околия, а днес включва общините Дупница, Сапарева баня, Рила, Кочериново, Бобошево и Бобов дол, както и селата Долна Козница и Мърводол в община Невестино. Граничи с Радомирско на север, Самоковско на изток, Разлог на югоизток, Горноджумайско на юг и Кюстендилско на запад.